# Биляна платно белеше
„Биляна платно белеше“ е българска народна песен от Македония. Известна е в различни ранни варианти на текста и мелодията, най-ранните от които са издадени от братя Миладинови през 1861 година. Популярният днес вариант е записван от известни изпълнители, като Костадин Гугов, Любка Рондова, Николай Славеев, Васка Илиева, Тоше Проески, Илия Луков, Николина Чакардъкова.
Много близък сюжет, но напълно различна мелодия, има записваната от Гюрга Пинджурова песен „Тоца бели бело платно“.
Мелодията на песента е използвана за сегмент от композицията „Седем симфонични български танца“ на Панчо Владигеров.

## История
Най-ранната известна версия на песента е включена в сборника на братя Миладинови „Български народни песни“, издаден през 1861 г., и има следния текст:
Любика платно белеше
покрай белего Вардара,
ми помина'е винари,
винари вино носе'е;
Любика лепо говорит:
„Винари, лепи вардари!
Не прашете ми платното,
оти йе платно даровно.“
„Любико, бела бугарко!
Аль сакаш вино, ракиа?“
„Винари, бели вардари!
Яс нейкюм вино, ракиа,
тук сакам бело винарче,
що одит напрет прет коньи
со цървениот джамадан.“
През 1924 г. Панчо Михайлов публикува в сборника „Български народни песни от Македония“ два варианта на песента под заглавие „Мома и винари“ – песните с номера 84 и 85; първият вариант е и с началните ноти.
Мома и винари. I.
Лиляна платно белеше, край Вардарските извори,
Оздоле идат винари, винари бели грагяни:
„Винари бели грагяни, по край карайте кервано,
По край карайте кервано, да не ми платно згазите,
Да не ми платно згазите, платното ми е даровно,
Платното ми е даровно, за свекър и за свекърва!“
„Ако ти платно згазиме, сос вино ке го платиме,
Сос вино ке го платиме и бела люта ракия!“
„Лиляна вино не пие, ни бела люта ракия!
Не ви го сакам виното, ни бела люта ракия.
Само си сакам момчето, момчето кираджичето,
Що води керванот напред, що носи фесче над око,
Що носи фесче над око и гледа мене под око!“
Кервано думат Лиляни: „Младото ни е свършено,
За него носим виното и бела люта ракия!“
Мома и винари. II.
Димка бели бело платно,
Там го бели на реката,
На реката на лаката,
Поминаа кираджии,
Кираджии винаджии,
Проговарят винаджии:
„Дай ни, Димко, от платното!“
Я Димка им проговаря:
„Ке ви дадам от платното,
А ви нейкю от виното;
Я ви сакам най-малото,
Най-малото кираджиче!“
Проговарят кираджии:
„Мори Димко, бела Димко,
Оно ни е углавено!“
Отговаря бела Димка:
„Ако ви е углавено,
Здраво живо да си ойде;
Ако ли мене лажете,
Живо здраво да не ойде!“
Па не било углавено,
Па на пат се е поболело.
Дури дома е отишло,
Отишло е и умрело.

## Други
На мотива на песента е наречена улица „Билянини извори“ в София (Карта).